# Ferrocarril Buenos Aires a Rosario

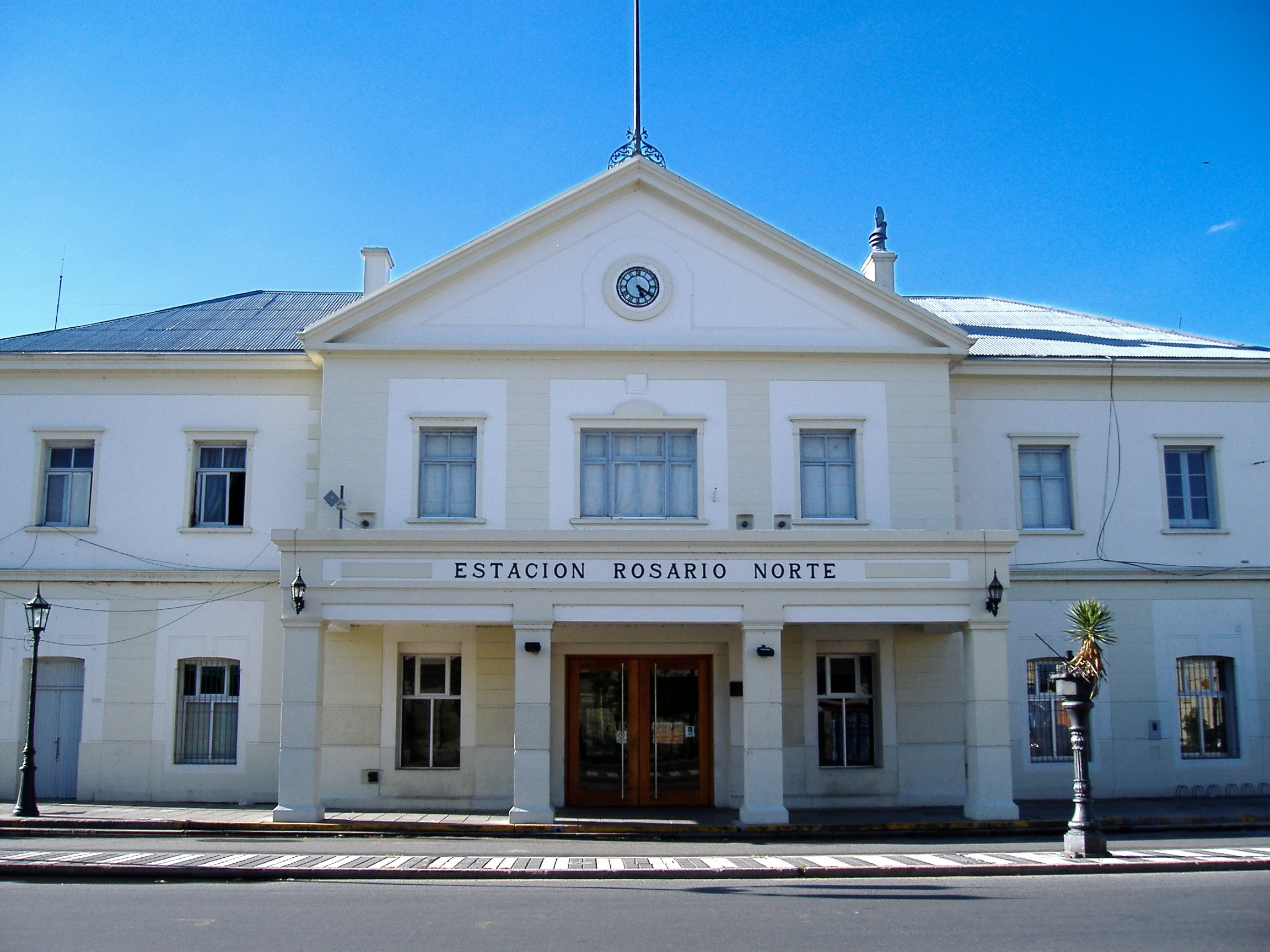
La Estación Rosario Norte, terminal del ex FCBAyR.

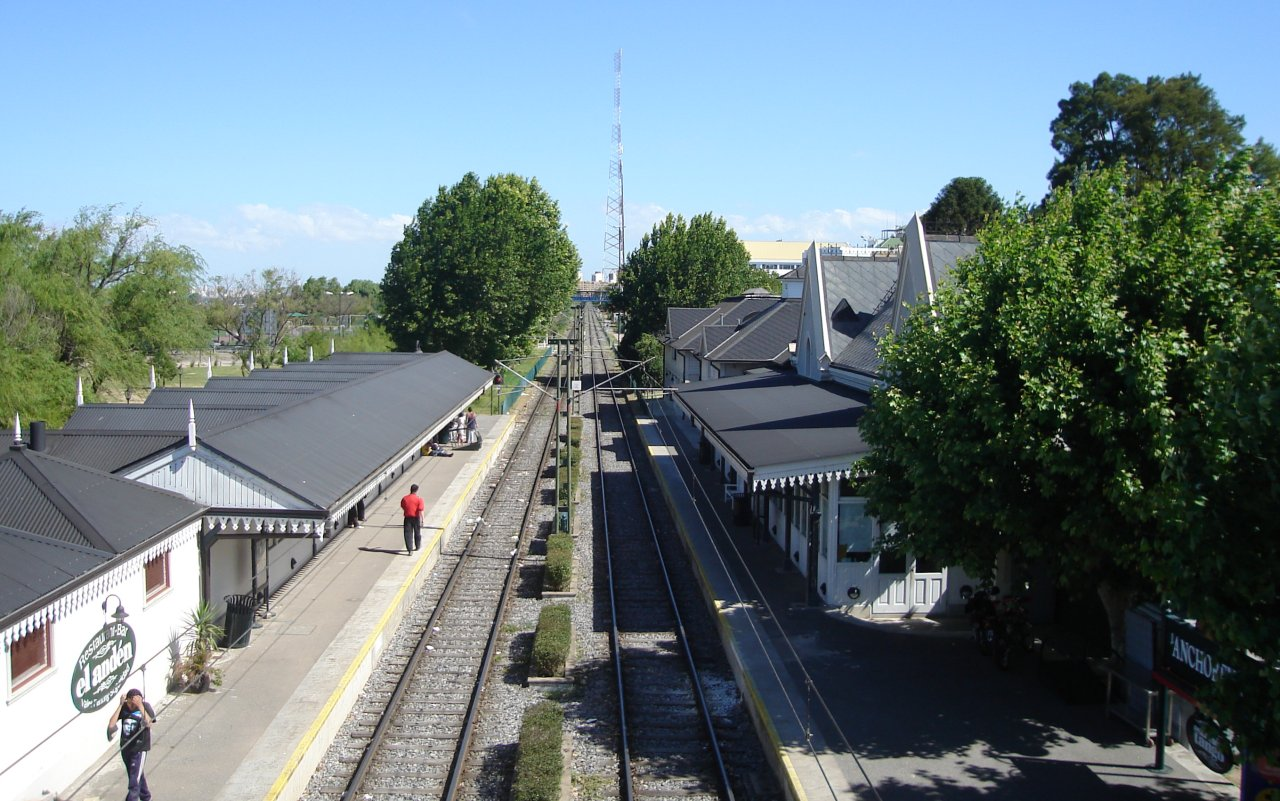
Vista de la Estación Anchorena, en el ramal al Delta del ex FCBAyR. Hoy pertenece al “Tren de la Costa”.

El Ferrocarril Buenos Aires a Rosario (FCBAR) fue una compañía de capitales británicos que construyó y operó una red de ferrocarriles de trocha ancha (1,676 m) en Argentina. Su nombre en inglés era Buenos Aires and Rosario Railway (BA&R).
El 10 de septiembre de 1870 la Provincia de Buenos Aires le ofreció a Guillermo E. Matti la concesión para construir una línea desde Buenos Aires hasta Campana, un puerto en el Río Paraná. En abril de 1874 Matti formó la Compañía del Ferrocarril a Campana. La línea se habilitó al público el 8 de abril de 1876, y después le ofrecieron a la compañía una concesión para extender la línea hasta Zárate y Rosario. El 9 de mayo de 1885 la compañía cambió su nombre por Ferrocarril Buenos Aires a Rosario. El primer tren entre Buenos Aires y la Estación Rosario Norte circuló el 1 de febrero de 1886, un momento especial ya que, hasta ese momento, los desarrollos ferroviarios en Argentina se centraban en Rosario y en Buenos Aires, pero por primera vez las ciudades estaban unidas.
La compañía siguió expandiéndose más allá de Rosario, extendiéndose hasta Gálvez (octubre de 1886), Rafaela (marzo de 1887), Sunchales (junio de 1887), La Banda (septiembre de 1890) y San Miguel de Tucumán (febrero de 1891). También construyó ramales desde San Lorenzo, por Puerto General San Martín hasta Puerto Cerana (1889), desde Bernardo de Irigoyen hasta Santa Fe (1892), Gálvez a San Francisco (1890), desde La Banda a Santiago del Estero (febrero de 1891), y desde Cevil Pozo hasta El Chañar (1896).
El 9 de agosto de 1890 la compañía adquirió una línea de 22 km desde el empalme Coghlan con la línea principal, hasta Tigre, lo que puso la compañía en competencia directa con el Ferrocarril Central Argentino (FCCA).
Para mediados de la década de 1890 el Ferrocarril Buenos Aires a Rosario era la segunda compañía ferroviaria británica más grande de la Argentina y estaba desafiando el monopolio del Ferrocarril Central Argentino en el noroeste del país. El 20 de septiembre de 1900 el Ferrocarril Buenos Aires a Rosario compró la red de 490 km de trocha ancha construida por la compañía británica  Ferrocarril Gran Sud de Santa Fe y Córdoba. La venta incluyó una concesión que ya se le había otorgado a esta última empresa por la extensión de su red desde La Carlota a Río Cuarto que el Ferrocarril Buenos Aires a Rosario abrió el 26 de marzo de 1902.
En 1908 la empresa se fusionó con el Ferrocarril Central Argentino.

## Gestación del proyecto

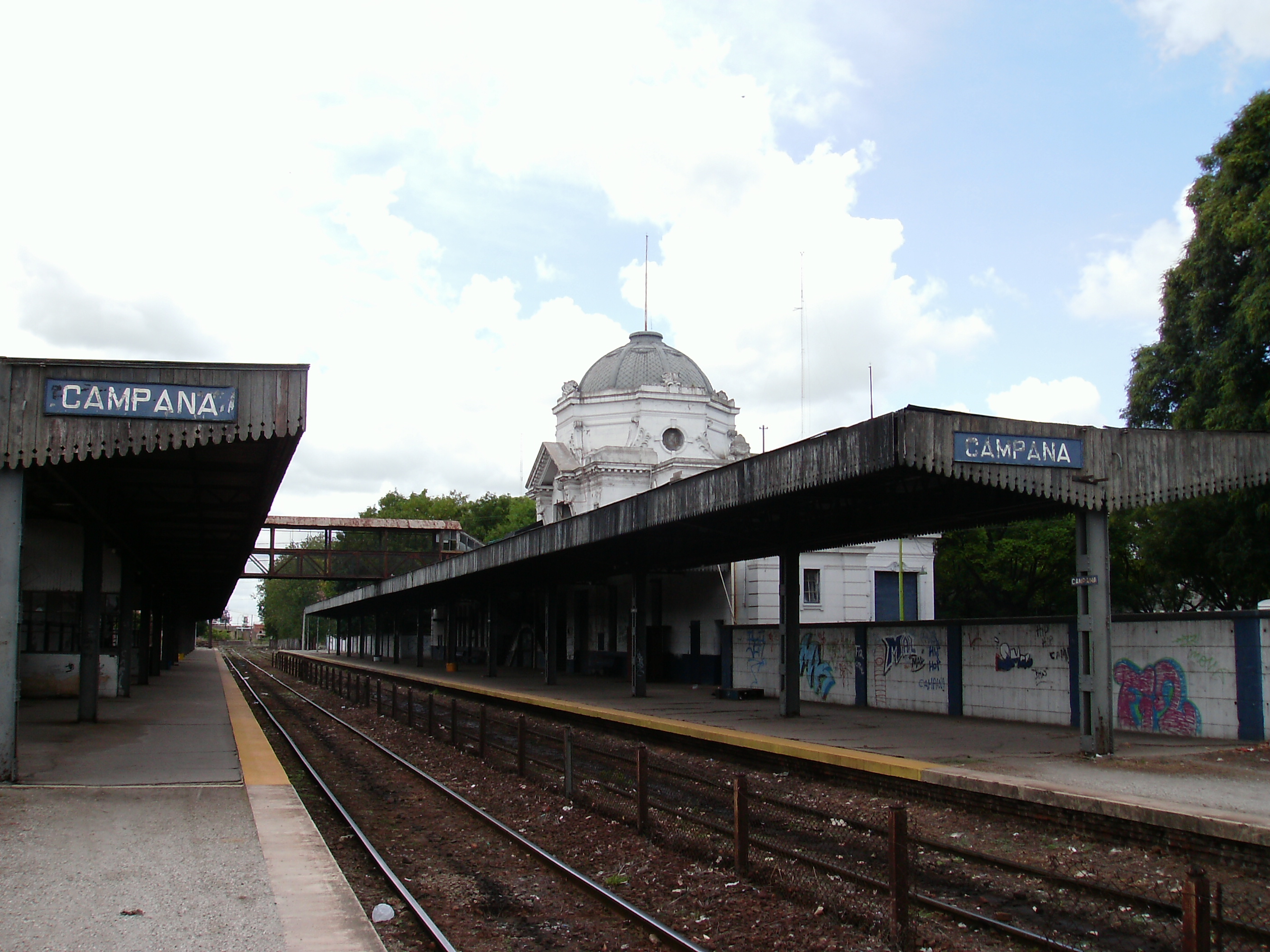
Vista actual de la Estación Campana.

Para la década de 1870, los pasajeros del litoral que deseaban llegar a Buenos Aires en conexión con el ferrocarril, debían surcar el río Capitán (hoy Sarmiento) hasta el Tigre y allí tomar el F.C.N. que los conduciría hasta el centro de la ciudad, pero muchas veces este río no tenía el calado necesario para permitir el paso de las embarcaciones. Por ello, más de una vez los barcos debían detenerse en uno u otro extremo de dicho río, a la espera del repunte de las aguas.
Es por esto que don Guillermo E. Matti concibió la idea de construir un ferrocarril que uniera Buenos Aires con Campana, desde donde se efectuaría la combinación con el vapor hacía Rosario y el resto del litoral. De este modo se salvaban las bajadas del río Capitán, ahorrándose horas de navegación. Guillermo Matti estaba familiarizado con la problemática del transporte de la zona, puesto que era uno de los propietarios de una empresa de navegación que circulaba por el Delta.
Como era lógico de imaginar, la gran perjudicada sería la empresa de F.C.N., que perdería los pasajeros que antes hacían la combinación en el muelle del Tigre. 
Se presentaron 3 trazados para construir la línea desde Campana:
1-Línea en dirección al este, siguiendo la traza actual hasta Benavídez y desviarla allí al noreste, para empalmar en San Fernando con el F.C.N. que extendía sus vías hasta el Tigre.
2-Línea directa a Buenos Aires, sin empalmar con otra línea.
3-Línea hacia el sur, la cual iba a pasar cerca de Capilla del Señor, para empalmar con el F.C.O. en la estación Moreno.
De las tres variantes se optó por la tercera. Así fue que el 10 de septiembre de 1870, se autorizó al Poder Ejecutivo de la Provincia a conceder a Guillermo Matti y Cía. la construcción y explotación de un ferrocarril desde el puerto de Campana hasta la estación Moreno del F.C.O. Pero el 19 de agosto de 1871, por una nueva ley provincial, se modificó el proyecto de la traza: ahora debía empalmar con el mismo ferrocarril, pero en la Recoleta. Este fue el contrato que se formalizo el 6 de octubre de 1871.

## Construcción de la línea
Llegó el año 1874, sin que los trabajos hubiesen avanzado mucho, probablemente por falta de capitales, y es aquí cuando el señor Matti pidió y obtuvo la autorización para transferir su concesión. A fines de 1873, se constituyó en Londres la empresa “Buenos Aires and Campana Railway Company Limited”, que suscribió el contrato de construcción el 19 de enero de 1874. El contrato le garantizaba un interés del 7% durante 20 años. En 1880, el rendimiento sólo alcanzaría a 1,87 %.
La construcción se había iniciado el 11 de octubre de 1872, comenzándose en las dos puntas (Buenos Aires y Campana). La traza que utilizarían los trenes de la compañía se iniciaba en la Estación Central donde avanzaban (por convenio con el Ferrocarril del Norte y el Oeste) por vías ajenas hasta la zona de la Recoleta, en donde comenzaba su propia vía. Seguiría luego hacia la zona alta del pueblo de Belgrano (hoy Belgrano “R”), para enfilar allí hacia uno de sus objetivos principales, el pueblo de San Martín donde la empresa construyó sus talleres y depósitos, ya que éste era un pueblo importante que no era servido por ningún ferrocarril hasta ese entonces. La línea continuaría luego hacía Villa Ballester, en donde, un poco más allá, los terrenos comenzaban a ser bajos y anegadizos. Los rieles se internaban en un intenso bañado de aproximadamente 40 kilómetros de largo, que a su vez era cruzado por el río de Las Conchas (Reconquista), los arroyos Laguna, Las Tunas, Claro, Garín, Escobar, del Pescado, Salado y el río Luján. Esto demandó la construcción de numerosos puentes y dos viaductos: uno sobre el río las Conchas y el otro sobre el río Luján.

## Inauguración y desarrollo posterior
A raíz de ciertos litigios en torno a terrenos atravesados por el ferrocarril, se produjeron algunas demoras, pero finalmente el 12 de enero de 1876, en un lugar cercano al actual pueblo de Villa Ballester, y bajo una lluvia torrencial, se encontraron las dos cuadrillas de obreros que venían realizando el tendido de los rieles en direcciones opuestas y se concretó el empalme que uniría definitivamente a toda la línea.
Al día siguiente 13 de enero, se produjo el viaje inaugural. El primer tren que partió de la Estación Central con destino a Campana, condujo a bordo autoridades nacionales y a los presidentes de los directorios de las distintas empresas ferroviarias.
Por encontrarse algunas estaciones sin terminar, el servicio fue autorizado con carácter provisorio a partir del 22 de abril de 1876.
Desde un primer momento, este ferrocarril tuvo que imponerse a la costumbre de los pasajeros para que estos no se siguieran desplazando hasta el Tigre sino que ahora lo hicieran hasta Campana. Mediante avisos y prospectos ofrecían al usuario la posibilidad de obviar el largo rodeo del Paraná Guazú y abreviar notablemente el trayecto hasta Rosario, haciendo solo la combinación en Campana.
En 1876 circulaban diariamente entre Buenos Aires y Campana dos trenes de ida y dos de regreso, los cuales tardaban poco menos de tres horas en hacer el trayecto.

## Hacia una red nacional

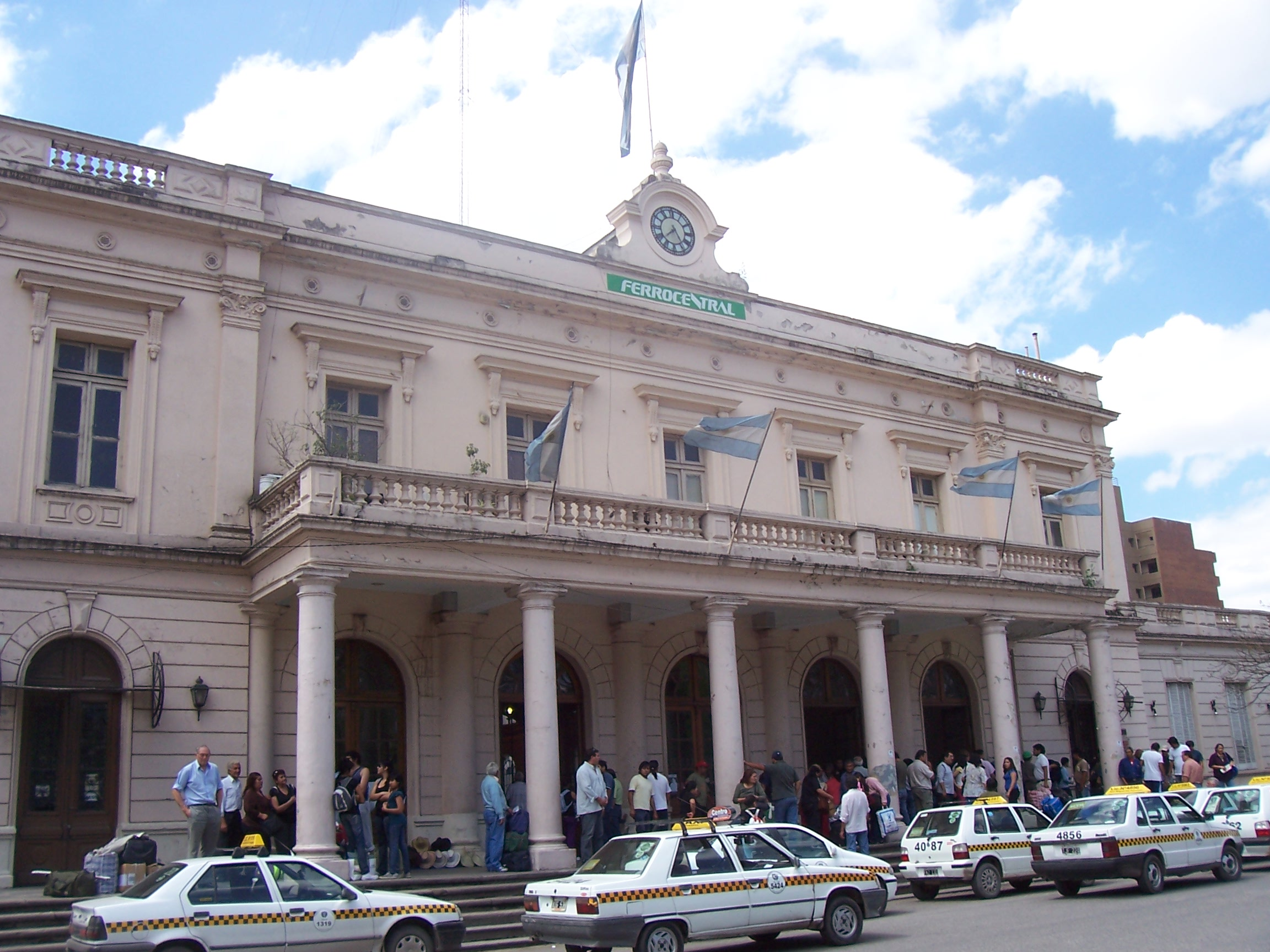
Estación Tucumán, del ex FCBAyR, ahora Ferrocarril Mitre.

El Ferrocarril de Buenos Aires a Campana solicitó y obtuvo autorización para prolongar su línea desde Campana hasta Rosario, por lo cual se sometió a la jurisdicción Nacional, transfiriendo la totalidad de sus acciones, con fecha 9 de mayo de 1885, a la nueva sociedad formada a ese fin y que se denominó Ferrocarril Buenos Aires y Rosario. Así fue como la vía principal de esta empresa se extendió hasta Zarate, después hasta Baradero (abril de 1885) y a finales de 1885 ingresó a Rosario por el sureste y estableció su terminal en la actual estación Rosario Norte (Av. Aristóbulo del Valle y Av. Ovidio Lagos). El 1 de febrero de 1886 salió de la Estación Central el primer tren para Rosario. Esta es, la fecha, en que Buenos Aires queda unida con la red nacional que, partiendo de Rosario, llegaba ya a las provincias de Córdoba, San Luis, Tucumán, Mendoza, San Juan y Santiago del Estero y llegaría ese mismo año a Salta y Catamarca.
Antes de eso, las cargas de Rosario a Buenos Aires llegaban solo por barco. Así fue como pasajeros y viajantes definieron la característica comercial que adquirió la zona de la estación Rosario Norte, en los alrededores de Salta y Ovidio Lagos, con predominio de locales de ropa e insumos más urbanos que los que se podían encontrar en el mismo centro de la ciudad.
Casi inmediatamente y con ritmo acelerado el F.C.B.A. y R prosiguió tendiendo su línea desde Rosario en dirección al Noroeste. Pronto sus rieles llegaron hasta Gálvez en octubre de 1886, luego siguieron hasta Rafaela, en marzo de 1887 y a Sunchales (La Banda) en junio del mismo año, ubicándose esta localidad en la provincia de Santiago del Estero. Así fue como una nueva ruta de trocha ancha se establecía por tal modo para la comunicación de las provincias interiores con el Litoral.
En 1889 esta empresa construyó un ramal desde San Lorenzo a Puerto San Martín y Puerto Cerana y un año después construyó un ramal que, partiendo de la vía principal tomaba rumbo al Este, alcanzando las instalaciones de la Refinería Argentina en Rosario. De aquella época también data el establecimiento de la estación Sarratea.
En el mes de septiembre de 1890 esta empresa habilita la vía completa hasta La Banda (Sunchales), desde donde construyó un ramal a la ciudad de Santiago del Estero y continuó la vía principal por la diagonal fluvial incorporando así tierras de producción temporal y bajo riego. Finalmente la prolongación a Tucumán fue abierta al servicio público en febrero de 1891.
También en 1890, esta empresa construye otros ramales como el de Bernardo de Irigoyen hasta el pueblo de Santo Tomé o como el de Gálvez a Ituraspe (San Francisco), en el límite con Córdoba. 
Dos años después, en agosto de 1892 el ramal que iba hasta Santo Tomé se extendió a la ciudad de Santa Fe, cruzando el río Salado mediante un puente de 2.050 metros de longitud.
En la Provincia de Tucumán se construyeron y habilitaron varios ramales, como el de Ranchillos a San Vicente en 1893, a Agua Dulce en 1895 y desde Cevil Pozo a El Chañar en 1896 y en el año 1900 habilita varios desvíos a ingenios de la zona.
En la provincia de Santa Fe inaugura en 1898 el ramal desde su vía principal a Puerto Borghi.
La vasta red de esta compañía se agrandó aún más cuando un Decreto del 20 de septiembre de 1900 aceptó la transferencia que hacía la Compañía del Ferrocarril Gran Sud de Santa Fe y Córdoba a favor del Ferrocarril Buenos Aires y Rosario, de todas sus líneas construidas, con una extensión de 490 kilómetros.
En 1907 el F.C.B.A. y R. realizó una de sus últimas inauguraciones: la parada Barrio Arroyito, en Rosario destinada a captar el tráfico de pasajeros generado por la venta de terrenos destinados a la construcción de viviendas para obreros en dicha zona (actual Avenida Génova esquina Avenida de la Travesía).

### Adquisición del F.C. Gran Sud de Santa Fe y Córdoba
El 2 de octubre de 1886, por Ley 1835, se concede la autorización para construir y explotar un ferrocarril desde Villa Constitución, Provincia de Santa Fe, hasta La Carlota en la Provincia de Córdoba. En 1889 dicha concesión es transferida a la Compañía del Ferrocarril Gran Sud de Santa Fe y Córdoba, inaugurándose la primera sección desde Villa Constitución hasta San Urbano el 30 de abril de 1890. Desde San Urbano hasta Venado Tuerto se habilitó el 8 de julio del mismo año y desde esta a La Carlota el 24 de febrero de 1891. Esta empresa construyó y abrió al servicio, el 11 de marzo de 1899, un ramal de Venado Tuerto a Rufino, autorizado por Ley 3494.
Por Decreto del 20 de septiembre de 1900 se acepta la transferencia que hace esta compañía a favor del Ferrocarril Buenos Aires y Rosario, de todas sus líneas construidas más la concesión de la prolongación desde La Carlota a Río Cuarto, autorizada por Ley 2669, que el Ferrocarril Buenos Aires y Rosario construye y habilita el 26 de marzo de 1902.

## Ramal Belgrano “R”-Delta

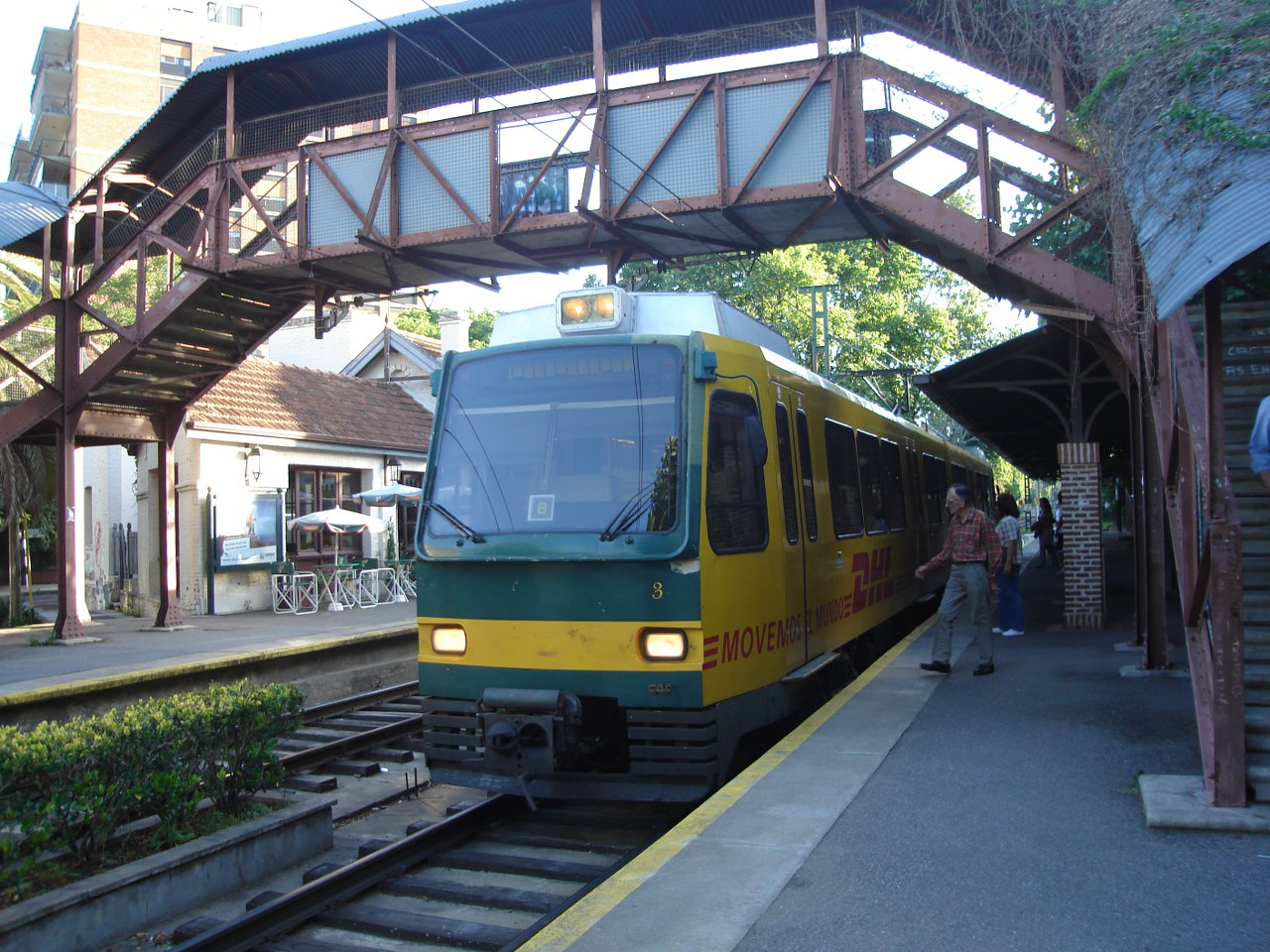
El actual “Tren de la Costa” utiliza gran parte del antiguo ramal Retiro-Delta del ex FCBAyR.

Por Ley 2098 del 8 de octubre de 1887, el presidente Juárez Celman adjudicó a Emilio Noguier y Cía. la construcción de un ramal que debía unir el barrio de Belgrano (Capital Federal) con el pueblo de Las Conchas (Tigre), con el fin de generar una competencia al F.C.N., ya que su traza tenía que ser paralela a la de este, pasando por los mismos pueblos. La concesión del ramal, que se había otorgado sin garantía del Estado, entre los artículos del contrato expresaba: Art. 50: La línea tendrá la misma trocha que la del Ferrocarril de Buenos Aires y Rosario. Art. 60: Los rieles serán de acero del peso de 32 kg. por metro lineal, y en un todo idénticos a la línea del Ferrocarril de Buenos Aires y Rosario. Para materializar la empresa, Emilio Nouguier conformó en 1888 la “Cía. Nacional de Ferrocarriles Pobladores” que, como primera medida, compró tierras en los lugares donde se construirían las estaciones del nuevo ramal. Entre estas tierras se encontraban 30 hectáreas en lo que por entonces era el barrio de Belgrano. En esos terrenos surgirá, años después, el barrio de Coghlan. 
En abril de 1889 se inician las obras que, hacia fines de ese año, quedan paralizadas por cuanto el directorio de la Compañía aduce dificultades para obtener créditos. Como consecuencia de estos inconvenientes se decide vender la concesión y poco tiempo después el 9 de agosto de 1890 el F.C. de Buenos Aires a Rosario finalmente adquiere los 22 kilómetros de este ferrocarril que desde el Empalme Coghlan de su línea principal, partiría con rumbo al Tigre, encargándose esta última compañía de iniciar los trabajos.
Concretada la venta, la empresa transfiere las tierras por donde pasaría el ramal, aunque conserva los predios linderos a las estaciones a construirse. Así es que la Compañía Nacional de los Ferrocarriles Pobladores, más que una empresa de transportes, se había convertido en un excelente negocio inmobiliario. Como consecuencia de esto, surgieron nuevos centros de población como Coghlan y Saavedra en la Capital Federal o como Florida y Bartolomé Mitre en el, por entonces, partido de San Isidro.
El Ferrocarril de Buenos Aires y Rosario comienza las obras y, el primero de febrero de 1891 se inaugura la estación Coghlan que debía su nombre a la memoria del ingeniero irlandés John Coghlan, nacido en el Condado Kerray, Irlanda del Sur en 1824 y fallecido en Inglaterra en 1890, quien durante treinta años (1857-1887) residió y trabajó en el país en diversos emprendimientos de obras públicas.
Así, el denominado “tren del bajo” fue construido gradualmente entre 1891 y 1896:

•	Febrero de 1891: Belgrano-Mitre 
•	Noviembre de 1891: Mitre-San Isidro 
•	Agosto de 1892: San Isidro-San Fernando
•	Febrero de 1893: San Fernando-Canal
•	Julio de 1896: Canal-Tigre

Su trazado, como estaba previsto, corría en franca competencia con la línea del ex FCN que ahora pertenecía al Central Argentino y para diferenciar las estaciones homónimas, como ser Belgrano, Olivos, San Isidro, San Fernando y Tigre se decidió designar a las del ramal del F.C.C.A. con la sigla “C” (Central) y a las del ramal del FCBAyR se les incorporó la sigla “R” (Rosario). Posteriormente, la terminal “Tigre R” paso a denominarse “Delta” y la estación “Olivos R”, “Bartolomé Mitre”.

## Fusión con el Central Argentino

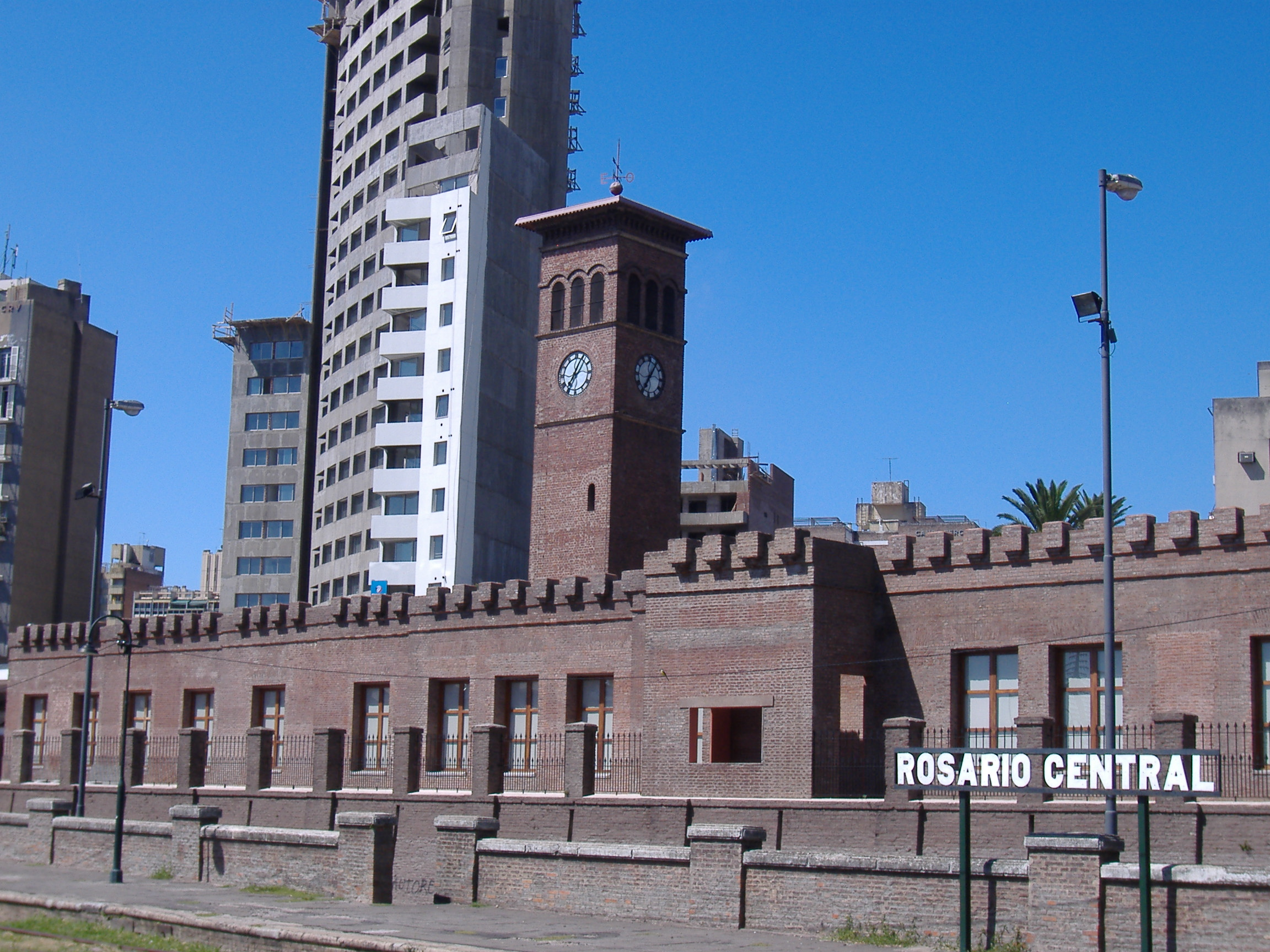
Estación Rosario Central, del ex FCCA. Actualmente funciona el Distrito "Centro" de la Municipalidad de Rosario.

El F.C.C.A. era una de las principales y más antiguas empresas ferroviarias del país, que rápidamente había logrado expandir sus rieles desde Rosario hacia todo el norte del territorio nacional, comprando líneas o construyendo ramales propios.
Sin embargo, una de las prioridades siempre había sido la de unir Rosario con la Capital Federal, lo que finalmente logró con la fusión de ramales propios y adquiridos al FCO y con la compra del ex Ferrocarril del Norte de Buenos Aires, pero, para desgracia del FCCA, otra empresa, el Ferrocarril Buenos Aires y Rosario brindaba ya desde 1886 servicios entre estas dos importantes ciudades con la gran ventaja de ofrecer un trayecto mucho más directo. Para acentuar aún más la competencia entre estos dos ferrocarriles, el FCBAyR también había extendido ramales en las provincias del norte argentino. Los directorios de ambas empresas entendían que esta competencia no podía acarrear más que resultados ruinosos, por lo que en 1902 determinan llevar a cabo una fusión de las redes, haciéndose cargo el Buenos Aires y Rosario de la explotación, liquidándose de esta manera el Central Argentino. Sin embargo el presidente y el secretario del Directorio de la nueva empresa siguieron siendo los del antiguo FCCA. El asunto del nombre de la nueva empresa no se resolvió del todo en ese momento, ya que las locomotoras provenientes de uno u otro ferrocarril siguieron ostentando en sus placas las siglas BAR o FCCA, según su origen, hasta que seis años después (1908) se decide finalmente que el ferrocarril adoptara en su conjunto el nombre Central Argentino, más apropiado que Buenos Aires y Rosario, ya que sus vías se extendían desde la Capital Federal hasta Córdoba y Tucumán.
Así fue como el nuevo Central Argentino incorporó a su red original los 2.000 kilómetros del FCBAyR, transformándose por tal modo en una de las mayores empresas ferroviarias del país.
Una vez finalizados los trámites se unificó la explotación de los servicios de pasajeros, para lo cual se resolvió destinar la estación Rosario Central (originaria del F.C.C.A.) para atender los servicios de corta y media distancia, en tanto que la estación Rosario Norte (ex F.C.B.A. y R.) tuvo a su cargo las escalas de los trenes expresos y de larga distancia; asimismo se racionalizó la gestión del uso de las numerosas playas de maniobras.
La flamante compañía, ahora fortalecida y con el control del tráfico ferroviario en la zona, se dedica, a partir de entonces, a consolidar su influencia. En 1915 se inauguró la nueva estación central en Retiro, entre las más grandes y modernas del mundo en su época.
Tras la nacionalización de los ferrocarriles británicos ocurrida el 1 de marzo de 1948, la red del Ferrocarril Central Argentino fue rebautizada como Ferrocarril Nacional General Bartolomé Mitre.

## Flota de locomotoras a vapor
Locomotora a vapor M.1